# Манолев, Станислав
Станисла́в Мано́лев (болг. Станислав Манолев; род. 16 декабря 1985[…], Благоевград) — болгарский футболист, игравший на позиции защитника. Выступал за сборную Болгарии.

## Карьера

### Клубная
Станислав начал свою карьеру в родном городе Благоевграде, в местном клубе «Пирин». В 2005 году перешёл в ловечевский «Литекс». В первом сезоне за «Литекс» большую часть времени провёл на скамейке запасных. На следующий сезон был отдан в аренду своему первому клубу «Пирину». Провёл там достаточно успешный сезон и вернулся в «Литекс», где отыграл три безупречных сезона, выиграв два Кубка Болгарии, став самым перспективным игроком сезона 2008/09 и лауреатом на лучшего спортсмена 2009 года.
25 июля 2009 года подписал контракт с нидерландским ПСВ по системе «3+2», выиграл кубок Нидерландов в 2012-м, после чего отправился в аренду в лондонский «Фулхэм». В Англии, в свою очередь, футболист закрепиться не сумел.
В марте 2014 года Станислав перешёл в краснодарскую «Кубань» в качестве свободного агента. Дебют игрока в российской Премьер-Лиге состоялся в матче с московским «Динамо» (1:1), а свой первый гол за «Кубань» был забит самарским «Крыльям». Контракт 28-летнего игрока с «Кубанью» был рассчитан на полгода, а после его истечения нового предложения Манолеву не последовало.
В июне 2014 года Манолев стал игроком московского «Динамо», однако не сумел стать игроком стартового состава и уже в феврале 2015 года вернулся в «Кубань». В августе 2016 года на правах свободного агента перешёл в софийский ЦСКА.

### Международная
До 2007 года играл за молодёжную сборную Болгарии. С 2008 года играет в национальной сборной Болгарии.

## Достижения
«Литекс»
- Обладатель Кубка Болгарии (2): 2007/08, 2008/09

ПСВ
- Обладатель Кубка Нидерландов: 2011/12

«Кубань»
- Финалист Кубка России: 2014/15

«Лудогорец»
- Чемпион Болгарии: 2018/19
- Обладатель Суперкубка Болгарии: 2019

«Пирин»
- Победитель Второй лиги Болгарии: 2020/21

## Статистика
| Сезон   | Клуб                | Соревнование | Матчи | Голы |
| ------- | ------------------- | ------------ | ----- | ---- |
| 2003/04 | Пирин (Благоевград) | ПФГ «А»      | 8     | 0    |
| 2004/05 | Пирин (Благоевград) | ПФГ «Б»      | 17    | 2    |
| 2005/06 | Литекс              | ПФГ «А»      | 3     | 0    |
| 2005/06 | Пирин (Благоевград) | ПФГ «А»      | 13    | 1    |
| 2006/07 | Литекс              | ПФГ «А»      | 32    | 5    |
| 2007/08 | Литекс              | ПФГ «А»      | 30    | 6    |
| 2008/09 | Литекс              | ПФГ «А»      | 27    | 4    |
| 2009/10 | ПСВ                 | Эредивизи    | 30    | 2    |
| 2010/11 | ПСВ                 | Эредивизи    | 21    | 0    |
| 2011/12 | ПСВ                 | Эредивизи    | 23    | 1    |
| 2012/13 | ПСВ                 | Эредивизи    | 2     | 0    |
| 2012/13 | Фулхэм              | Премьер-лига | 5     | 0    |
| 2013/14 | Кубань              | РФПЛ         | 10    | 1    |
| 2014/15 | Динамо (Москва)     | РФПЛ         | 8     | 1    |
| 2015/16 | Кубань              | РФПЛ         | 18    | 0    |
| 2016/17 | ЦСКА (София)        | ПФГ «А»      | 2     | 0    |
|         |                     | Всего        | 242   | 23   |